# Ajancingenia

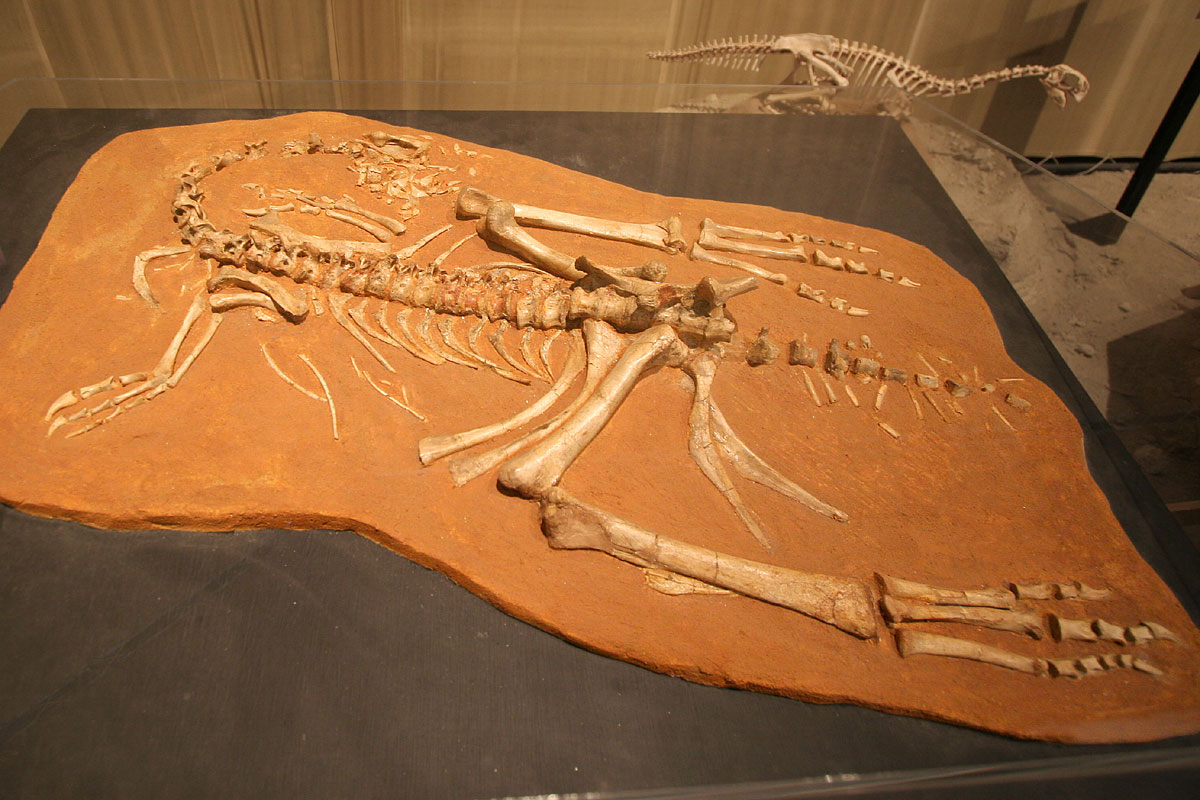
Fossil von Ajancingenia yanshini

Ajancingenia ist ein theropoder Dinosaurier aus der Gruppe der Oviraptorosauria aus der Oberkreide der Mongolei. Diese Gattung ist von einigen Teilskeletten bekannt, auf deren Basis die einzige Art (Typusart) Ajancingenia yanshini (Barsbold, 1981) erstbeschrieben wurde. Das Artepitheth yanshini ehrt den Akademiker A. L. Yanshin. Wie andere Oviraptorosaurier zeigte Ajancingenia einen tiefen, zahnlosen Kiefer, der zu einem Schnabel geformt war. Vermutlich handelte es sich um einen Pflanzen- oder Allesfresser. Innerhalb der Oviraptorosauria wird Ajancingenia zu den Oviraptoridae gezählt.

## Fund und Namensgebung
Von Ajancingenia sind ein Teilskelett mit Schädel (Holotyp) sowie fünf Teilskelette ohne Schädel (Postkrania) bekannt, die aus dem mongolischen Aimag Ömnö-Gobi stammen. Die Gesteine, in denen die Knochen gefunden wurden, gehören stratigraphisch zu den Red Beds von Hermiin Tsav der Nemegt-Formation und sind damit ungefähr 70 Millionen Jahre alt. Das Holotyp-Material (MPC-D100/30) besteht unter anderem aus einigen Schädelknochen wie dem Hirnschädel und Kieferknochen, 9 Halswirbeln, dem Kreuzbein, 30 Schwanzwirbeln (teilweise mit Chevrons), 14 dorsalen Rippen, Brustbein, Oberarmknochen, Elle, Speiche, Handknochen, Beckenknochen (Darmbein, Schambein, Sitzbein),  Oberschenkelknochen, Schienbein, Wadenbein, und Fußknochen.
Die Gattung wurde unter dem Namen „Ingenia“ beschrieben. Da dieser Name zum Zeitpunkt der Beschreibung aber bereits an einen Fadenwurm (Ingenia, Gerlach, 1957) vergeben war, musste der gleichlautende Name des erst später benannten Oviraptorosauriers nach den Internationalen Regeln für die Zoologische Nomenklatur (ICZN) durch einen neuen Namen ersetzt werden. Bis ein solcher Ersatzname vorgeschlagen wurde, wurde der Gattungsname „Ingenia“ beibehalten und in Hochkommata gesetzt. 2013 wurde der neue Gattungsname Ajancingenia vergeben.

## Merkmale
Ajancingenia zeichnet sich durch ein massives Skelett und eine geringe Größe aus. Obwohl der Schädel nur teilweise bekannt ist, zeigte Ajancingenia wahrscheinlich wie andere Oviraptoriden einen zumindest flachen Knochenkamm, worauf die Form der Oberseite des Tränenbeins (Lacrimale) hinweist. Die Arme waren kürzer als bei anderen Oviraptoriden: Während die robuste Hand einen vergrößerten ersten Finger mit einer dicken Klaue (Ungual) zeigte, war der dritte Finger kurz und dünn. Das Kreuzbein wies sieben Wirbel auf. Die Schwanzwirbel zeichneten sich durch kreuzförmige Wirbelbögen aus, während die Chevron-Knochen der vorderen (proximalen) Schwanzhälfte dünn und verlängert waren. Das Darmbein (Ilium) war dünn, und die Mittelfußknochen waren kurz und robust.
Eine Studie von Osmólska (2004) fand zahlreiche Gefäßabdrücke des Gehirns auf der Innenseite des Hirnschädels (auf dem Scheitelbein und dem Stirnbein) von Ajancingenia. Derartige Abdrücke finden sich bei Dinosauriern ansonsten lediglich bei dem Ornithomimiden Dromiceiomimus sowie bei Troodontiden und Dromeosauriden. Die Abdrücke bestätigen, dass das Gehirn dieser Dinosaurier die Knochen des Hirnschädels berührte, also den gesamten Hirnschädel ausfüllte – ähnlich wie bei Säugetieren und Vögeln, aber anders als bei rezenten Reptilien.

### Hauptquelle
- Ринченгийн Барсболд: Беззубые хишные динозавры Монголии. In: Совместная советско-монгольская палеонтологическая экспедиция. Труды. Bd. 15, 1981, ZDB-ID 751007-x, S. 28–39, (In englischer Sprache im Polyglot Paleontologist: Rinchen Barsbold: Toothless carnivorous dinosaurs of Mongolia. online (PDF; 735,01 kB)).